# كشت
الكِشْت (باللاتينية: Pueraria) جنس من النّباتات الليفيَّة العارِشَة من الفصيلة البقولية. يصم الجنس عشرة أنواع، مهدها الشّرق الأقصى من الهند إلى اليابان. جذورها غليظة دَرَنِيَّة. سوقها تطول من متر إلى عشرة أمتار. أوراقُها عابِلَة، مُركَّبة ثُلاثيَّة الوريقات الكبيرة. أزهارها عُنقوديّة التّجميع، حمراء اللون أو زرقاء. ثمارها حنبليّة، بُذورها تشبه اللوبياء، وهو أنواع عديدة، أشهرها ما يلي:
- كِشْت دَرَني.
- كِشْت ياباني.